# Uí Ailello
Le  Uí Ailello ou Uí Aililla est un sept apparenté aux Uí Briúin et aux Uí Fiachrach, issus comme eux de la lignée des Connachta

## Historique
Le sept  Uí Ailello des rois de  Tir nAilello, est réputé avoir comme fondateur Ailill mac Echach Mugmedóin fils de Eochaid Mugmedón et un demi-frère de l'Ard ri Erenn Niall Noigiallach . Il s'établit  dans les actuelles baronnies de Tirerril et partiellement celle de Coran dans le comté de Sligo. Après l'époque de ses premiers chefs dont Ailbe Senchua Ua n-Ailello mort en 546, les septs Mulrooney plus tard Mac Dermot, rois de Moylurg furent les suzerains du territoire. Les membres du sept Mac Raibhaigh (Mac Greevy) furent seigneur de Moylurg jusqu'au XIIIe siècle comme tributaire des Mac Dermot des Uí Briúin. Ensuite les Mac Dermot , devinrent prince de Coolavin comme successeur des O'Garas issus des Gailenga (en) et seigneurs de Coolavin..
Du fait de la relative obscurité qui les entoure le sept Uí Ailillo fut, par un tour de passe-passe généalogique, remplacé par les Uí Maine (Hy Many) en tant que troisième des « Trois Connachta »

## Sources
- (en) Francis John Byrne, Irish Kings and High-Kings, Londres, Batsford, 1973 (ISBN 0-7134-5882-8)
- (en) T.W Moody, F.X. Martin, F.J. Byrne A New History of Ireland IX Maps, Genealogies, Lists. A companion to Irish History part II . Oxford University Press réédition 2011  (ISBN 9780199593064) Kings of Connacht to 1224 p. 138.
- (en) Edel Bhreathnach, The kingship and landscape of Tara, Dublin, Fours Courts Press, 2005, 536 p. (ISBN 1-85182-954-7)